# Роскоммон (місто)
Роскоммон (англ. Castlebar; ірл. Caisleán an Bharraigh) — місто в Ірландії, адміністративний центр графства Роскоммон. Назва означає «ліс Св. Коммона».

## Історія
Початок місту дав монастир, заснований у 5 столітті. 1269 року у умісті було збудовано замок.
1860 року відкрито залізничну станцію.

## Визначні місця
- Руїни замку Роскоммон (1269)
- Руїни Роскоммонського абатства
- Гаррісон-Холл (17 ст.)
- Бібліотека (1783)
- Музей графства

## Відомі уродженці
- Дуглас Гайд
- Морін О'Салліван

## Міста-побратими
- Тусон
- Шартретт